# Oonopinus pretiosus
Oonopinus pretiosus là một loài nhện trong họ Oonopidae.
Loài này thuộc chi Oonopinus. Oonopinus pretiosus được miêu tả năm 1942 bởi Bryant.